# رب ثلاثین
رب ثلاثین (به عربی: رب ثلاثين) یک منطقهٔ مسکونی در لبنان است که در شهرستان مرجعیون واقع شده‌است.
 رب ثلاثین   ۶۲۰ متر بالاتر از سطح دریا واقع شده‌است.